# José Luis Falero

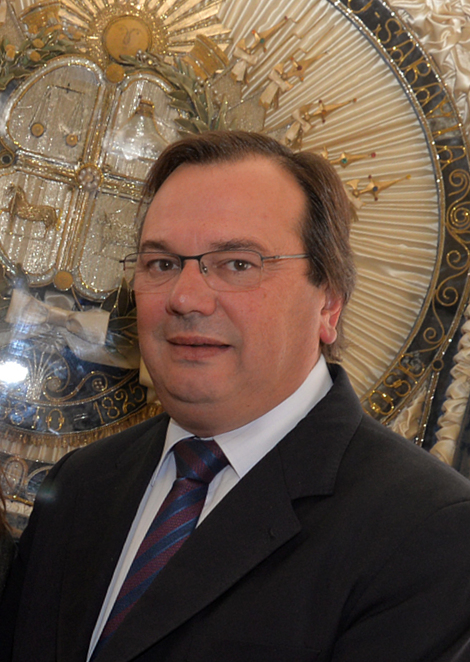
José Luis Falero (2014)

José Luis Falero Bertola (* 19. Mai 1966 in San José de Mayo) ist ein uruguayischer Politiker und Transportunternehmer.

## Leben
Falero wurde 1984 Mitglied der Partido Nacional und 2005 deren Vorsitzender in San José. Von 1995 bis 2005 war er Edil in der Junta Departamental von San José und wurde dort im Juli 2000 zum Vorsitzenden gewählt. Zwischen den Jahren 2000 und 2005 übernahm er insgesamt sechsmal interimsweise das Amt des Intendente des Departamento San José. Ab dem 7. Juli 2005 war er Generalsekretär der Intendencia Municipal. In den Kommunalwahlen vom 9. Mai 2010 wurde er schließlich zum Intendente von San José gewählt.
2021 ernannte Präsident Luis Alberto Lacalle Pou Falero zum Leiter des Ministeriums für Verkehr und öffentliche Bauten.
Falero ist verheiratet und Vater zweier Söhne.